# باميلا مارتن (صحفية)
باميلا مارتن (بالإنجليزية: Pamela Martin)‏ هي صحفية كندية وأمريكية، ولدت في 1953 في ديترويت في الولايات المتحدة.

## وصلات خارجية
- باميلا مارتن على موقع IMDb (الإنجليزية)
- باميلا مارتن على موقع قاعدة بيانات الفيلم (الإنجليزية)